# Dendroctonus pseudotsugae
Dendroctonus pseudotsugae, también conocido como escarabajo del abeto de Douglas, es una especie de escarabajo descortezador que se encuentra en el oeste de América del Norte. Los escarabajos de esta especie también infestan los árboles del género Larix que están caídos o en mal estado. Los brotes a menudo ocurren junto con la sequía, enfermedades de pudrición de la raíz, hacinamiento y perturbaciones ambientales. Este insecto es parte del ecosistema del bosque occidental.
Los escarabajos de abeto de Douglas adultos son de color marrón claro cuando son jóvenes y se vuelven marrones o negros con cubiertas de alas rojizas. Son algo peludos y varían en tamaño de 4,4 a 7 milímetros. Las larvas son pequeñas, sin patas, del tamaño de granos de arroz y de color blanco. Las pupas son de color blanco a crema. La evidencia visible de infestación incluye parches de polvo perforado de color naranja a marrón rojizo en la corteza o en la base del árbol. Dentro de la corteza se encuentran huevos de 6 a 30 pulgadas.